# Red mij niet
"Red mij niet" is een nummer van de Nederlandse zanger en cabaretier Maarten van Roozendaal. Het nummer werd uitgevoerd tijdens zijn theatershow Aan gezelligheid ten onder en stond in 2001 ook op het gelijknamige album met een registratie van deze show. In mei 2001 werd het nummer uitgebracht als single.

## Achtergrond
"Red mij niet" is geschreven door Van Roozendaal zelf. In de theatershow Aan gezelligheid ten onder werd het nummer uitgevoerd met contrabassist en componist Egon Kracht. In het nummer zet Van Roozendaal zich af tegen de bemoeienis van religieuze en bijgelovige mensen door te verwijzen naar de zinloosheid van hun diverse rituelen.
Oorspronkelijk wilde hij het laten zingen door zijn vaste gitarist Marcel de Groot, maar die sloeg dit af. De Groot zegt daarover: "Als zanger heb ik meermaals overwogen zijn werk uit te voeren, maar ik vond dat het niet ging. Maarten liet me het nummer "Red me niet" (sic) horen toen hij het net had geschreven. Hij dacht dat het iets voor mij was. Ik vond het weergaloos, maar ik vond ook dat alleen hij het kon brengen."
In 2000 ontving Van Roozendaal de Annie M.G. Schmidt-prijs voor "Red mij niet". In 2004 werd een boek met alle liedteksten van Van Roozendaal vernoemd naar het nummer. Nadat Van Roozendaal in 2013 overleed, kwam "Red mij niet" eenmalig in de Nederlandse Single Top 100 terecht, waarin het op plaats 89 stond. In december van dat jaar riepen diverse liefhebbers op om het nummer in de Radio 2 Top 2000 te krijgen. Uiteindelijk kwam het op plaats 1521 in de lijst terecht. Sindsdien heeft het nummer jaarlijks in de lijst gestaan, met een voorlopig hoogste notering op de 797e plaats.

## NPO Radio 2 Top 2000
| Nummer met noteringen in de NPO Radio 2 Top 2000 | '13  | '14 | '15 | '16  | '17  | '18  | '19  | '20  | '21  | '22  | '23  | '24  |
| ------------------------------------------------ | ---- | --- | --- | ---- | ---- | ---- | ---- | ---- | ---- | ---- | ---- | ---- |
| Red mij niet                                     | 1521 | 797 | 855 | 1009 | 1119 | 1696 | 1937 | 1989 | 1554 | 1729 | 1774 | 1808 |

1. ↑  Een vetgedrukt getal geeft de hoogste notering aan.
2. ↑  2013 was het eerste jaar met een notering voor dit nummer.